# Губернский предводитель дворянства
Губернский предводитель дворянства — выборный глава дворянства губернии Российской империи. Избирался дворянством губернии на 3 года и служил без вознаграждения, что делало эту должность почётной. Губернский предводитель дворянства, кроме исполнения им собственно дворянских сословных обязанностей, был активно вовлечён в общегосударственную деятельность. Закон предусматривал членство губернского предводителя дворянства во множестве комиссий (преимущественно называвшихся присутствиями), посредством которых осуществлялась координация деятельности правительственных учреждений и согласование интересов различных сословий на губернском уровне. После пребывания в должности в течение двух трёхлетних сроков предводители получали чин IV класса (действительный статский советник).

## Дворянские выборы[1]
Дворянские выборы проводились во всех губерниях и областях Европейской России, кроме тех, где дворянство было настолько малочисленно, что не могло заполнить выборные должности (Архангельская, Олонецкая, Вятская, Пермская губернии и все регионы Сибири).
В Северо-Западном крае, в порядке борьбы с преобладанием дворян польского происхождения, предводители дворянства назначались правительством. В губерниях Ковенской, Виленской и Гродненской назначение производил генерал-губернатор; в Витебской, Минской и Могилевской — министр внутренних дел.
Дворянские учреждения Остзейских губерний отличались от общероссийских, а также и друг от друга, сохраняя формы, установившиеся до включения этих территорий в Российскую империю. Предводители дворянства в этих губерниях избирались по особым правилам.
Кроме Европейской России, выборные дворянские учреждения существовали в Кутаисской, Ставропольской и Тифлисской губерниях Кавказского края.
В Царстве Польском, Кавказском крае (кроме указанных выше трех губерний) и в Средней Азии дворянство не имело корпоративной организации, не могло организовывать дворянские собрания и выборы. Дворянские родословные книги в этих регионах вели губернские правления.
В Области Войска Донского предводитель дворянства именовался не губернским, а областным.
Всего, по состоянию на 1897 год, существовало 49 должностей губернских предводителей дворянства.
Губернские предводители дворянства избирались на губернском дворянском собрании, самыми последними из всех выборных должностных лиц. Предводители избирались на три года.
Свободного выдвижения кандидатов в губернские предводители не было, кандидатами становились по должности. Первым голосовали за действующего губернского предводителя, затем за всех бывших губернских предводителей, следующим кандидатом был попечитель гимназии, затем уездные предводители, занимавшие должности в последнее трехлетие, и затем вновь избранные уездные предводители. В крайних случаях, при отказе всех кандидатов, к выборам могли быть допущены и прочие потомственные дворяне.
Специальных избирательных требований для губернского предводителя не имелось, так как он ранее был избран уездным предводителем (для этой должности имелись требования к кандидатам, см. Уездный предводитель дворянства).
Дворяне избирали в собрании только двух кандидатов (набравших наибольшее число голосов, причем не менее половины от общего числа голосов), а затем, через министра внутренних дел, кандидатуры представлялись императору, который назначал одного из них (по своему усмотрению) губернским предводителем дворянства. В промежутке между избранием двух кандидатов и утверждением одного из них обязанности губернского предводителя исполнялись уездным предводителем губернского города.

## Должности и обязанности губернских предводителей[1]
Губернские предводители дворянства считались находящимися на действительной государственной службе. Губернские предводители дворянства, независимо от наличия у них классного чина, считались «зауряд» (на время нахождения в должности) чинами IV класса (действительный статский советник). По выслуге двух трехлетий они утверждались в чине V класса (статский советник), а по выслуге трех трехлетий — в чине IV класса. Предводители не получали содержания, но имели право на пенсию. Должность губернского предводителя не могла быть совмещаема с занятием еще какой-либо штатной должности на государственной гражданской и военной службе, за исключением предводителей трех губерний Кавказского края и Астраханской губернии.
Губернские предводители дворянства никаким образом не являлись начальниками полностью независимых уездных предводителей.
Обязанности предводителя состояли из двух несвязанных частей — по дворянским делам он действовал как выборное лицо дворянского самоуправления, подчиненное только дворянству губернии в целом, по общегосударственным административным делам — как несменяемый чиновник, ответственный напрямую перед монархом.

### Сословные обязанности
- Председательство в губернском дворянском собрании.
- Председательство в дворянском депутатском собрании.
- Председательство в собрании предводителей и депутатов дворянства — распорядительном собрании, готовившем повестку для губернского дворянского собрания.
- Участие в составлении дворянской родословной книги.
- Предстательство, по уполномочию дворянства, о нуждах и пользах общественных.
- Управление дворянскими суммами (то есть сословной кассой).
- Участие в распоряжениях о наложении на дворян опек за безмерную и разорительную роскошь, в освидетельствовании умалишённых дворян.
- Участие в производстве суда с сословными представителями.

### Общегосударственные должности и обязанности
- Председательство в губернском земском собрании, представительном органе уездного самоуправления.
- Участие в губернском присутствии. Присутствие — верхнее из «установлений, заведующих крестьянскими делами», судебно-административная инстанция, контролировавшая через уездные съезды земских начальников и городских судей. Присутствия были учреждены в 1893 году, вместо упраздняемых губернских по крестьянским делам присутствий, существовавших с 1861 года.
- Участие в губернском по земским и городским делам присутствии. Присутствие занималось контролем деятельности земского и городского самоуправления.
- Участие в губернском по воинской повинности присутствии.[3]
- Участие в губернской землеустроительной комиссии. Комиссия занималась землеустроительными работами, необходимыми для укрепления надельных земель крестьян в собственность, в рамках мероприятий аграрной реформы 1906 года.[4].
- Участие в губернской оценочной комиссии. Комиссии занимались контролем за работой по оценке земли и недвижимых имуществ (служившей базой для ряда государственных налогов и земских сборов), проводимой земствами.[5]
- Участие в губернском распорядительном комитете. Комитет занимался взаиморасчетами с земствами по той части налогов и повинностей на общегосударственные нужды, которая собиралась земствами.
- Участие в губернском по питейным делам присутствии[6]
- Участие в губернском по делам об обществам присутствии. Присутствие занималось регистрацией общественных организаций[7].
- Участие в губернском статистическом комитете.
- Председательство в губернском училищном совете. Совет занимался координацией работы всех учреждений, финансировавших и содержавших начальные училища (министерство народного просвещения, духовное ведомство, земства).[8]
- Присутствие в звании действительного члена в губернском попечительстве детских приютов.
- Участие, в должности одного из директоров, в губернском попечительном комитете о тюрьмах.
- Участие в губернском комитете попечительства о народной трезвости.[9]
- Председательство в губернском избирательном собрании, избирающем депутатов Государственной Думы (см. Избирательная система 1907 года).
- Председательство в съездах землевладельцев, избирающих членов Государственного Совета по выборам (только в неземских губерниях), с момента введения выборов в Государственный Совет в 1906 году.

## Организация деятельности
Должность предводителя дворянства, почетная и неоплачиваемая, по традиции предназначалась для местных дворян-землевладельцев и не требовала полной занятости. Закон разрешал губернскому предводителю находиться в отпуске до четырех месяцев без всякого разрешения от кого-либо, с обязанностью только информировать губернатора о том, как с ним можно связаться. В отличие от уездного, губернский предводитель председательствовал в небольшом количестве собраний, и в основных делах губернского управления располагал только одним голосом в больших комиссиях. Это делало должность губернского предводителя более номинальной и почетной, по сравнению с деловой и хлопотливой должностью уездного предводителя.
Губернский предводитель имел небольшую штатную канцелярию, из секретаря и двух канцелярских чиновников..

## Учреждение и развитие должности губернского предводителя дворянства
Дворянское сословное самоуправление, и в том числе институт предводителей дворянства, возникло в эпоху Екатерины II. Первый раз предводители дворянства упоминаются в 1766 году, должность была учреждена как постоянная (с выборами на 2 года) «Учреждением о губерниях» 1775 года, и подтверждена изданием «Грамоты на права, вольности и преимущества благородного российского дворянства» в 1785 году. Должность предводителя оставалась узко сословной до конца царствования Николая I; начиная с эпохи Великих реформ, к ней постепенно, по мере усложнения государственного устройства, к дворянским обязанностям по данной должности присоединялись общегосударственные..